# Andrew Hurley
Andrew John Hurley (Wisconsin, Estados Unidos, 31 de mayo de 1980), más conocido como «Andy Hurley», es un músico estadounidense, conocido por ser el baterista de la banda Fall Out Boy. Antes de Fall Out Boy, Hurley tocó en varias bandas de hardcore punk. En 2003, se unió a Fall Out Boy como baterista de tiempo completo y estuvo en su alineación hasta el hiato del grupo en 2009. Luego de eso, formó el supergrupo de heavy metal The Damned Things con el guitarrista de Fall Out Boy Joe Trohman; el grupo entró en receso indefinido después de su álbum debut, Ironiclast (2010). Posteriormente, Hurley pasó a formar parte de la banda hardcore punk Enabler, con quien lanzó un álbum y estuvo de gira en 2012. Hurley es straight edge y vegano. Metallica y Slayer han sido algunas que lo inspiraron a tocar la batería.

## Biografía
Hurley nació en Menomonee Falls, Wisconsin. Fue criado por su madre, que trabajaba de enfermera; su padre murió cuando él tenía cinco años. Hurley asistió a Menomonee Falls High School y tocó la batería en varias bandas, aunque su primer instrumento fue el saxofón. Luego de la secundaria, asistió a la universidad de Wisconsin–Milwaukee donde estudió antropología e historia pero no se graduó. Él se identifica como un anarco primitivista, y explicó que esto significa que él cree que los seres humanos se supone que deben vivir de la manera que vivían antes de hace 10 000 años. Cuando se le preguntó acerca de esto en la edición de febrero de 2007 de la revista Alternative Press, dijo que su carrera contradice sus creencias, pero que al mismo tiempo, tenía que ganarse la vida. Hurley es vegano y straight edge. Es atleta de CrossFit.

## Carrera
Andy se unió a Fall Out Boy en su álbum debut Take This to Your Grave además, fue baterista de diferentes bandas de Chicago, como Racetraitor, Milwaukee's Global Scam y Kill the Monkey Friends. En 1999 tocó la batería en el EP de la banda de hardcore hardline Vegan Reich. Más tarde inició la banda Project Rocket, con quien sería el futuro bajista de Spitalfield, T.J. Minnich. Luego se cambió el estilo punk garage con Mani Mostofi (cantante de Racetraitor) y con el guitarrista de Since By Man (Kevin Herwig), el grupo se llamó The Kill Pill. También fue el baterista de la banda Culture of Violence, con el bajista de Fall Out Boy, Pete Wentz y Tim Miller, Straightedge Flames también conocidos como «STIXXX».
Después del descanso indefinido del grupo en el que trabajaba, Fall Out Boy, junto a sus compañeros Patrick Stump, Pete Wentz y Joe Trohman, comenzó a trabajar junto a su compañero Joe Trohman en la banda The Damned Things. A pesar de su apariencia de niño, Hurley se considera un chico problemático que doblaba grabaciones de Van Halen, abusaba del alcohol, fumaba marihuana en el baño y no obedecía la autoridad. Andy pertenece al colectivo straight edge lo cual es una forma de vida para los que lo practican, que consiste en no hacer uso de drogas y otros vicios en general, además, es vegano desde 1995 y ha participado en varias campañas contra el maltrato a los animales y el uso de sus pieles para Peta 2.

## Discografía
Con Fall Out Boy
- 2003: Take This to Your Grave
- 2005: From Under the Cork Tree
- 2007: Infinity on High
- 2008: Folie à Deux
- 2013: Save Rock and Roll
- 2015: American Beauty/American Psycho
- 2018: M A N I A
- 2023: So Much (For) Stardust

Con The Damned Things
- 2010: Ironiclast

Con Project Rocket
- 2003: New Year's Revolution